# Římskokatolická farnost Olomouc – Klášterní Hradisko
Římskokatolická farnost Olomouc – Klášterní Hradisko je jedno z územních společenství římských katolíků s farním kostelem sv. Štěpána v olomouckém děkanátu olomoucké arcidiecéze.

## Historie farnosti
Klášterní Hradisko byl původně premonstrátský klášter. Po jeho zrušení byla roku 1784 zřízena kuracie, roku 1909 samostatná farnost.

## Duchovní správci
Administrátorem excurrendo je od roku 2020 P. Mgr. Bc. Pavel Hyacint KUCHTA OPraem. V letech 2010 až 2020 byl farářem P. PhDr. Mgr. Bedřich Přemysl Hanák.